# Caio Norbano Flaco
Caio Norbano Flaco (em latim: Gaius Norbanus Flaccus) foi um político da gente Norbana da República Romana nomeado cônsul em 38 a.C. com Ápio Cláudio Pulcro. De origem etrusca, era neto de Caio Norbano. Sua família sofreu com as proscrições de Sula, mas caiu nas graças de Júlio César. Depois da morte dele, os Norbanos passaram a apoiar Otaviano, o filho adotivo de César. Caio Norbano Flaco, cônsul em 24 a.C., era seu filho.

## Carreira

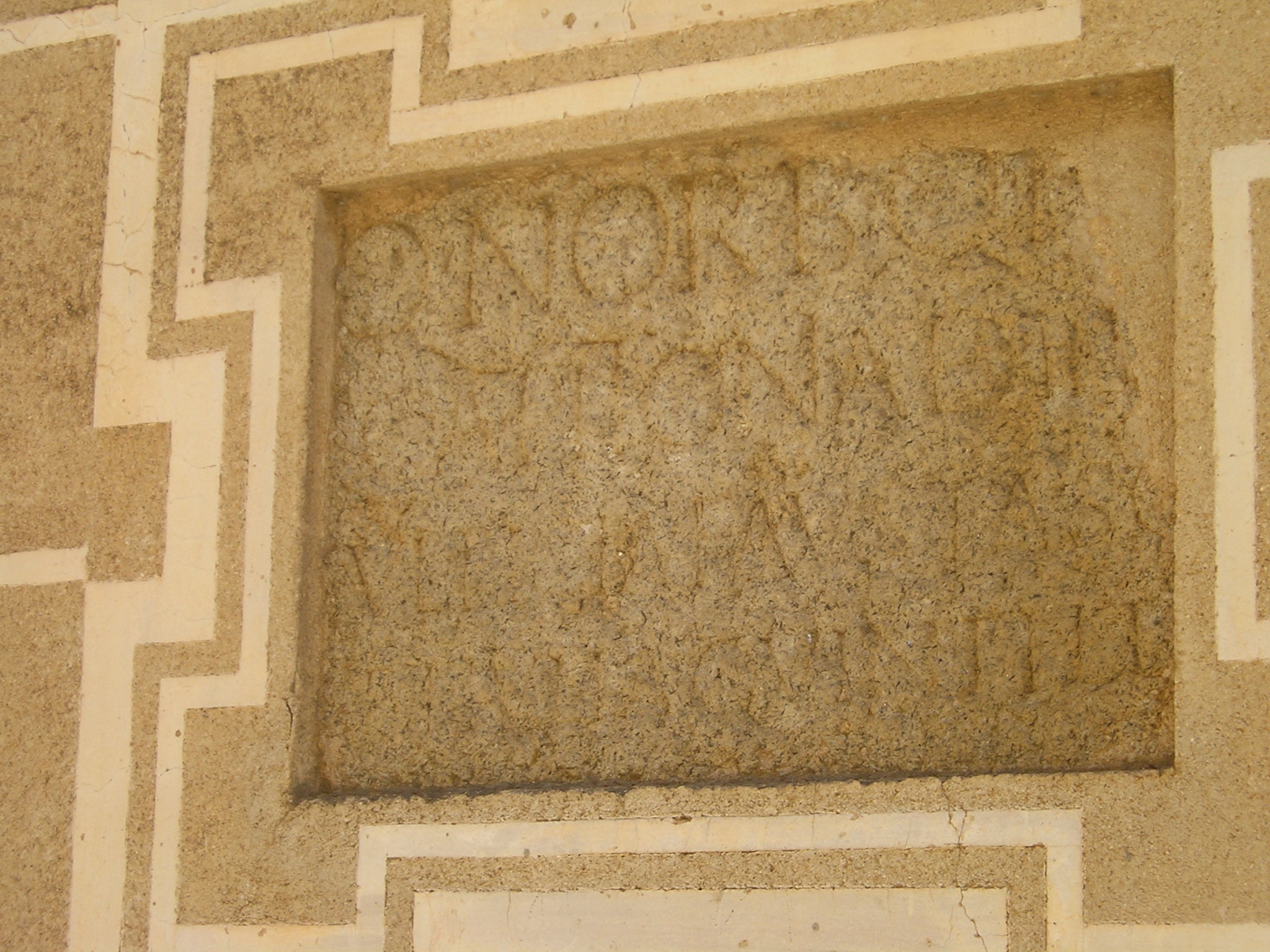
Inscrição funerária de "Quinto Norbano Capito", do séc. I, no centro histórico de Cáceres demonstra a participação dos clientes de Caio Norbano Flaco na fundação da colônia de Norba Cesarina

Norbano foi eleito pretor em 43 a.C. Com a criação do Segundo Triunvirato e o início da Guerra Civil dos Liberatores, em 42 a.C., Norbano e outro general, Lúcio Decídio Saxa, foram enviados por Marco Antônio e Otaviano com oito legiões até a Macedônia para lutar com os assassinos de César. Com ordens de marcharem rapidamente até a Trácia e defenderem os passos de montanha, interrompendo a Via Egnácia, Norbano e Saxa encontraram as tropas combinadas de Caio Cássio Longino e Marco Júnio Bruto perto de Filipos. Como estavam em menor número, Norbano e Saxa ocuparam uma posição perto de Filipos que impediu o avanço dos republicanos. Determinados a encontrar uma forma de passar, Bruto e Cássio conseguiram obrigar Norbano a deixar sua posição, mas ele descobriu a emboscada em tempo de recuperá-la. Quando Bruto e Cássio conseguiram flanqueá-los, Norbano e Saxa recuaram até Anfípolis. Quando Marco Antônio e o grosso das tropas dos triúnviros chegaram, encontrou Anfípolis bem guardada e deixou Norbano no comando da cidade. Depois da Batalha de Filipos, Otaviano deixou Norbano a cargo de seu próprio acampamento.
Com a vitória em Filipos, Norbano conseguiu o prestígio reservados aos que participavam de uma campanha vitoriosa. Como recompensa por seu serviço, em 38 a.C., Otaviano nomeou Norbano cônsul juntamente com Ápio Cláudio Pulcro, os primeiros a terem dois questores cada, e ambos foram enviados para a Hispânia Ulterior. Depois de seu mandato, Norbano serviu como procônsul na Hispânia (36-34 a.C.) e fundou, segundo orientações de Otaviano, a colônia de Norba Cesarina (moderna Cáceres), pelo qual celebrou um triunfo em 12 de outubro de 34 a.C. Logo depois da Batalha de Ácio, em 31 a.C., foi nomeado procônsul da Ásia. Ele aparece pela última vez como um membro do colégio sacerdotal dos quindecênviros (em latim: "quindecemviri sacris faciundis") em 17 a.C..
Norbano era casado com uma filha de Lúcio Cornélio Balbo, o Jovem, e teve pelo menos um filho, Caio Norbano Flaco. Seus netos, Caio Norbano Flaco e Lúcio Norbano Balbo foram cônsules em 15 e 19 respectivamente.